# Badenstraße 48 (Stralsund)

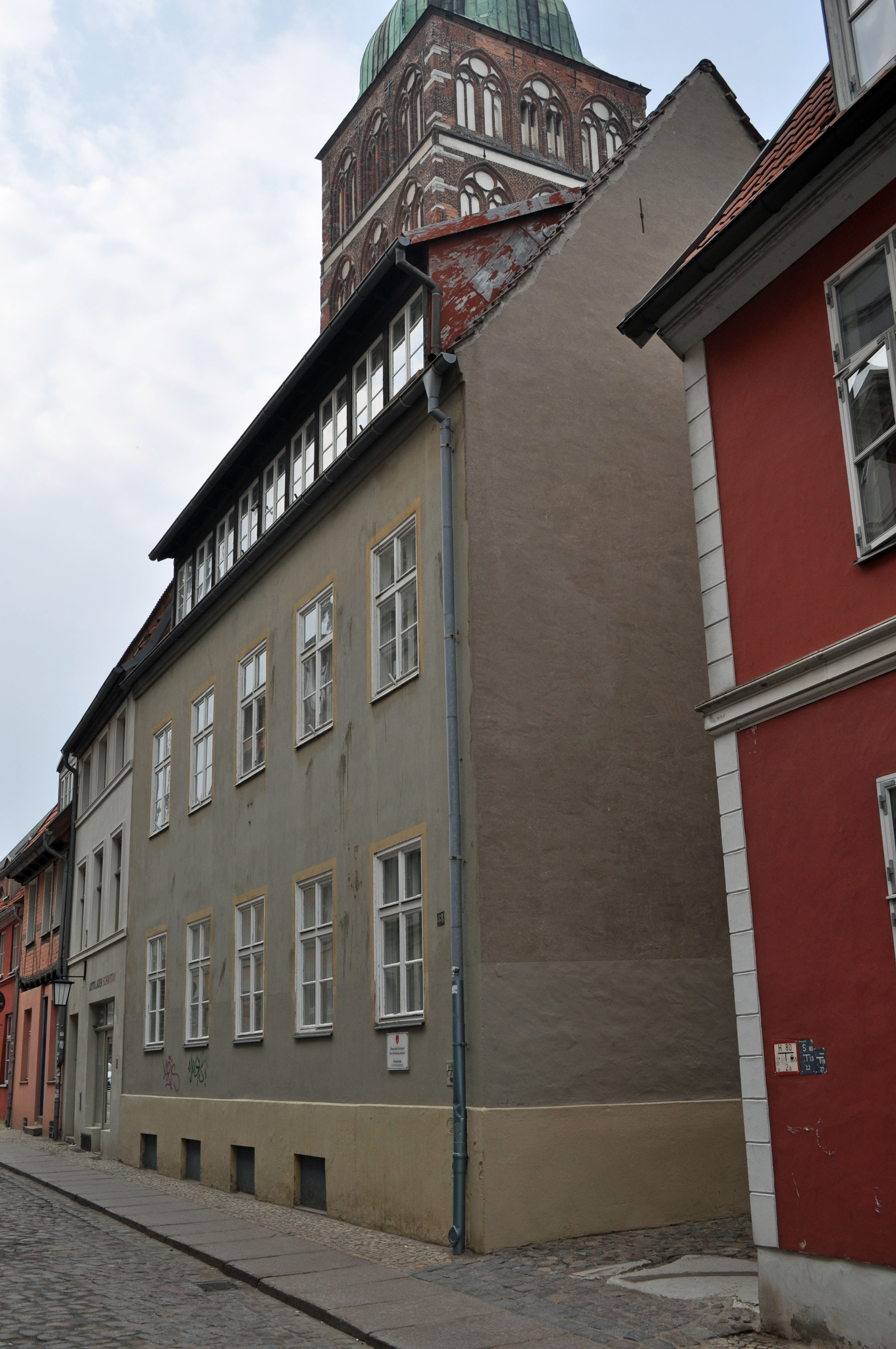
Das Haus Badernstraße 48 in Stralsund (2012)

Das Haus mit der postalischen Adresse Badenstraße 48 ist ein unter Denkmalschutz stehendes Gebäude in der Badenstraße in Stralsund.
Das zweigeschossige, fünfachsige Traufenhaus mit Satteldach wurde in der Mitte des 19. Jahrhunderts zwischen Badenstraße und Nikolaikirchhof errichtet. Es besitzt einen mittelalterlichen Keller.
Das Haus liegt im Kerngebiet des von der UNESCO als Weltkulturerbe anerkannten Stadtgebietes des Kulturgutes „Historische Altstädte Stralsund und Wismar“. In die Liste der Baudenkmale in Stralsund ist es mit der Nummer 74 eingetragen.